# Атамбаев, Кадырбек Алмазбекович
Кадырбек Атамбаев (родился 26 апреля,1993, г. Бишкек) —  киргизский политический деятель, лидер депутатской фракции социал-демократов в парламенте Бишкека, заместитель председателя партии Социал-демократов (Кыргызстан), сын бывшего президента Кыргызстана Алмазбека Атамбаева.

## Образование и ранние годы
Окончил среднюю школу-гимназию №29 города Бишкека. Он получил степень бакалавра делового менеджмента в Американском университете в Центральной Азии и степень магистра в Московском государственном институте международных отношений (МГИМО) по специальности «Государственно-частное партнерство». В 2015 году он написал книгу о важности промышленной политики и сложности экономики для развивающихся стран. В 2017 году он прошел регулярную военную службу в армии Кыргызстана.
Получил приглашение от Ангелы Меркель пройти стажировку в немецком аналитическом центре, но не смог реализовать его после штурма его дома военными и ареста отца.

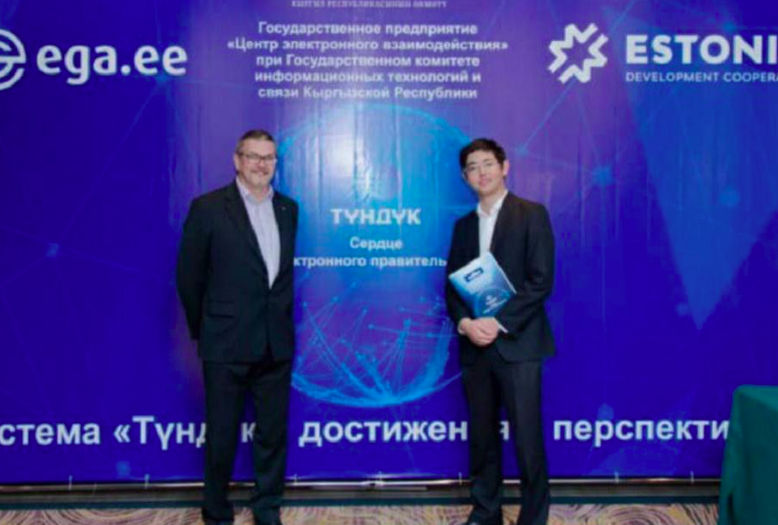
С руководством Электронной Академии Госуправления Эстонии

### Работа в IT
Кадырбек Атамбаев, как член НПО «Гражданская инициатива интернет-политики» (ГИИП), работал с командой системы межведомственного электронного взаимодействия «Тундук». Кыргызстан стал третьим оператором X-Road в мире после Эстонии и Финляндии. При его непосредственном участии система X-Road была модернизирована с версии 5 до версии 6. Атамбаев лично взаимодействовал с десятками госорганов, документируя их алгоритмы административных процедур по автоматизации.[2] В 2019 году ГП «Тундук» получило звание «Партнер года» от Академии электронного управления (EGA). Призывал к реализации проекта "Безопасный город " силами отечественных программистов.

## Политическое участие
Кадырбек Атамбаев стал активно заниматься политикой через Социал-демократическую партию Кыргызстана (СДПК) после ареста своего отца. Он вступил в партию через 10 дней после штурма резиденции его отца регулярными вооруженными силами численностью 6000 человек 7-8 августа во время Кой-Ташских событий.

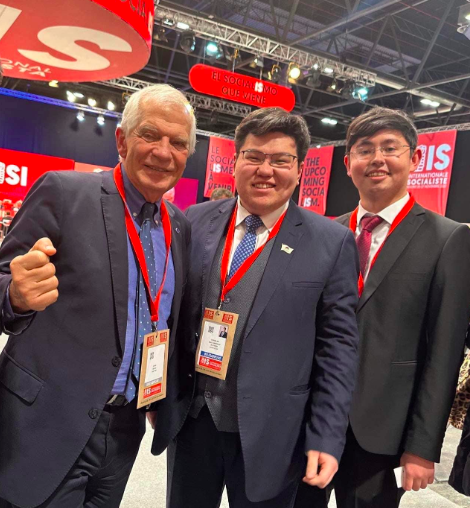
С Верховным Еврокомиссаром Жозепом Боррелем и вице-президентом Социнтерна Темирланом Султанбековым

Призвал оппозиционные силы объединиться после нападения и ареста его отца:
«...это не значит, что мы должны ждать, пока каждый из нас придет и будет связан. Это означает, что сегодня все оппозиционные силы должны понять, что на кону будущее государства. Мы должны оказать решительное сопротивление диктатуре. Если на следующих выборах победит коалиция партий – коалиция оппозиции против наступающей диктатуры, то мы сможем переломить ситуацию».
В 2019 году вместе со своими однопартийцами после несправедливых результатов выборов он объявил акцию протеста и вышел на площадь Ала-Тоо, результатом которой стала кыргызская революция 2019 года. Он был одним из первых протестующих, вошедших в Белый дом. О пытках своего отца, экс-президента Кыргызстана Алмазбека Атамбаева, он рассказал на конгрессе Социалистического Интернационала в Мадриде в 2022 году. Генеральный секретарь Социалистического Интернационала Луис Айала посетил Кыргызстан, где помог получить разрешение на проведение медицинского обследования.
Кадыр Атамбаев возглавил партийный список на выборах в парламент Бишкека и возглавил фракцию в Бишкеке.

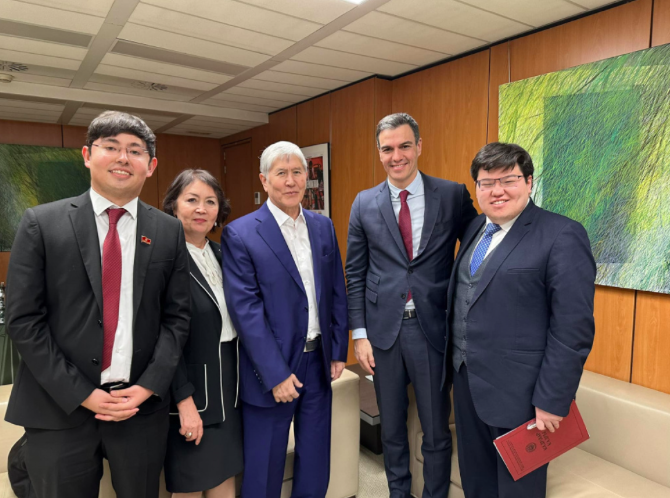
После освобождения отца - экс-президента Кыргызстана Алмазбека Атамбаева

Возглавил партийный список на парламентских выборах 2021 года, которые закончились  и «сбоем электронной системы». Он задал вопрос об избиении лидеров оппозиции, несмотря на мирный протест и о том, что власти собирают группы для применения насилия в отношении раненых лидеров.

## Работа во фракции и информационные кампании
Кадырбек Атамбаев принимал участие в различных кампаниях и движениях. Он проявил особый интерес к сохранению троллейбусной системы Бишкека, выступая против ее замены на более дорогие электробусы.

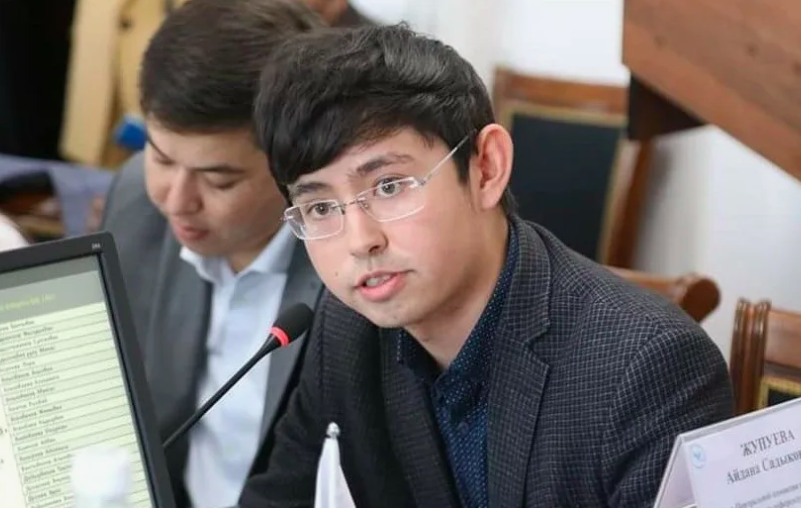
На работе фракции

Он часто выступает в СМИ на темы коррупции, строительной мафии, экологии Бишкека, водных проблем и бюджетной независимости. Выполняет обязанности международного секретаря молодёжного крыла партии в IUSY.
Он поднял вопрос о коррупции на бишкекских кладбищах, после чего получил угрозы и иск о клевете от директора кладбища. Несмотря на проверку мэрии, подтвердившую коррупцию на кладбище, суд оштрафовал его. Депутаты от группы S&D в Европарламенте выступили в защиту Кадырбека Атамбаева, назвав это событие несправедливым.